# Mike Magill
Mike Magill (n. 8 februarie 1920 – d. 31 august 2006) a fost un pilot de curse auto american care a evoluat în Campionatul Mondial de Formula 1 între anii 1957 și 1959.